# カールクヴィストギャップ
カールクヴィストギャップ (またはカールクヴィスト場)は1953年にスウェーデンのエンジニア、オレ・カールクヴィスト(1922年 - 1976年) によって発見された電磁気の現象であり、コンピュータの磁気記録において重要である。
カールクヴィストはBESKの磁気ドラムメモリの強磁性表面層を設計する際にこの現象を発見した。磁気メモリ記憶装置を設計する場合、強磁性層を調べて透磁率、エアギャップ、層の厚さおよび他の影響する因子を持つ磁場の変化を決定しなければならない。ここで問題になるのが、非線形であり解くのが非常に難しいということである。カールクヴィストギャップの発見はこの非線形の問題が2次元静的場と1次元過渡場の線形の境界値問題で近似できることを示している。この線形計算は一次近似を与える。
カールクヴィストはこの発見を1954年にスウェーデン王立工科大学で出した論文"Calculation of the magnetic field in ferromagnetic layer of a magnetic drum"で発表した。

## References
1. ↑  Jan Karlqvist (1999) (Swedish), The Karlqvist field 2010年12月23日閲覧。 (HTML 1 kB)
2. ↑  Jan Karlqvist (1999) (Swedish), Olle Karlqvist, datorpionär och upptäckare av "Karlqvist field"(gap) 2010年12月23日閲覧。 (HTML 3 kB)
3. ↑  Olle Karlqvist (1954) (Swedish), Calculation of the magnetic field in ferromagnetic layer of a magnetic drum, AB Henrik Lindstahls Bokhandel i distribution (2013-07-15発行) (PDF 741 kB)